# ادوارد توپچیان (تاریخ‌نگار ادبی)
ادوارد استپانی توپچیان (ارمنی: Էդուարդ Ստեփանի Թոփչյան؛ انگلیسی: Eduard Topchyan زادهٔ ۱۱ ژوئیهٔ ۱۹۱۱ - درگذشته ۳ سپتامبر ۱۹۷۵) ویراستار، تاریخ‌نگار ادبی، سیاستمدار اهل ارمنستان بود.

## زندگی‌نامه
وی در ۱۱ ژوئیهٔ ۱۹۱۱ در روستای Էվջիլար به دنیا آمد و از دانشگاه دولتی ایروان (۱۹۳۲) فارغ‌التحصیل گشت. همچنین برندهٔ جوایزی همچون نشان پرچم سرخ کار، نشان برجسته افتخار و نشان جنگ میهنی (درجه دو) شده‌است. وی در ۳ سپتامبر ۱۹۷۵ در سن ۶۴ سالگی در ایروان درگذشت.

## نگارخانه

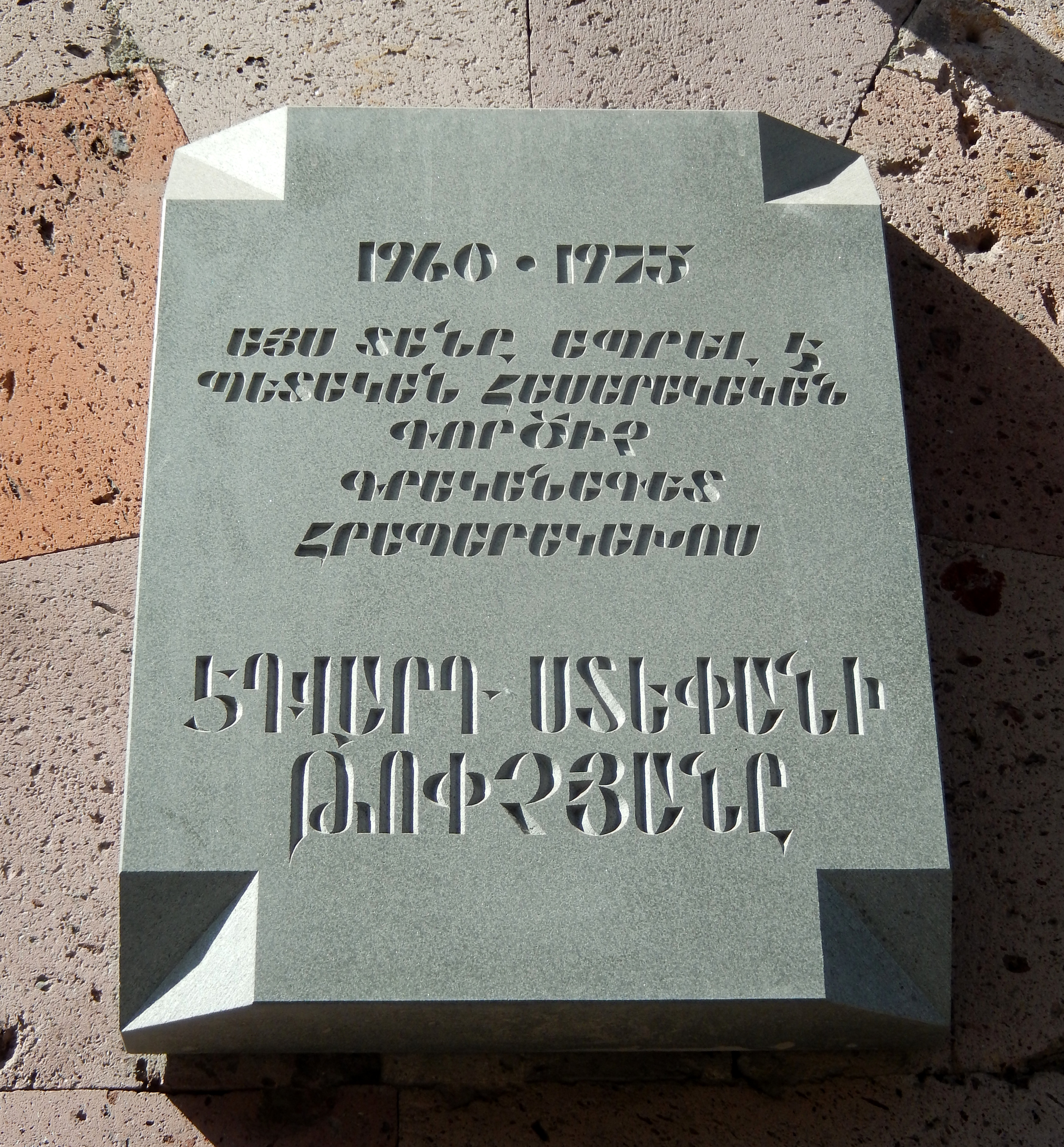